# Pozolana
Pozolana ali pozuolana (/ ˌpɒts (w) əˈlɑːnə / POT-s (w) ə-LAH-nə, italijansko [potts (w) oˈlaːna]), znana tudi kot pozolanski pepel (latinsko pulvis puteolanus), je naravni silicijev ali silicijevo-aluminijev material, ki reagira s kalcijevim hidroksidom v prisotnosti vode pri sobni temperaturi (prim. pozzolanska reakcija). Pri tej reakciji se tvorijo netopni kalcijev silikatni hidrat in kalcijeve aluminatne hidratne spojine, ki imajo cementne lastnosti. Oznaka pozolana izhaja iz enega od primarnih nahajališč vulkanskega pepela, ki so ga Rimljani uporabljali v Italiji, v mestu Pozzuoli. Sodobna definicija pozolana zajema kateri koli vulkanski material (plovec ali vulkanski pepel), ki je pretežno sestavljen iz finega vulkanskega stekla, ki se uporablja kot pozolan. Upoštevajte razliko z izrazom pozolan, ki ne vpliva na specifičen izvor materiala, v nasprotju s pozolana, ki se lahko uporablja samo za pozolane vulkanskega izvora, sestavljene predvsem iz vulkanskega stekla.

## Zgodovinska uporaba
Pozolano, kot je Santorinska zemlja, so v vzhodnem Sredozemlju uporabljali od 500–400 pr. n. št. Čeprav so ga prvi uporabljali stari Grki, so Rimljani sčasoma v celoti razvili potencial apneno-puzolanskih paste kot faze veziva v rimskem betonu, ki se je uporabljal za stavbe in podvodno gradnjo. Vitruvij govori o štirih vrstah puzolana: črni, beli, sivi in rdeči, ki jih vse najdemo v vulkanskih območjih Italije, na primer v okolici Neaplja. Običajno so ga tik pred mešanjem z vodo zelo temeljito pomešali z dva na ena z apnom. Rimsko pristanišče pri Cosi je bilo zgrajeno iz pozolana-apnenčevega betona, ki so ga vlili pod vodo, očitno s pomočjo dolge cevi, ne da bi se morska voda zmešala z njim. Trije pomoli so vidni še danes, podvodni odseki so v splošno odličnem stanju tudi po več kot 2100 letih.

## Geokemične in mineraloške lastnosti
Glavna pozolansko aktivna sestavina vulkanskega plovca in pepela je visoko porozno vulkansko steklo. Lahka spremenljiva ali zelo reaktivna narava tega pepela in plovca omejuje njihov pojav v veliki meri na nedavno aktivna vulkanska območja. Večina tradicionalno uporabljenih naravnih pozzolanov spada v to skupino, to je vulkanski plovec iz Pozzuolija, Santorinska zemlja in nepovezani deli nemškega trassa (Trass je lokalno ime vulkanskega tufa, ki se pojavlja v Eifelu (Renski masiv), kjer se uporablja za hidravlično malto).
Kemična sestava pozolana je spremenljiva in odraža regionalni tip vulkanizma. SiO 2 je glavni kemični sestavni del, večina nespremenjenih plovcev in pepela spada v vmesni (52–66 wt% SiO 2) do kislinskega (> 66 mas. Osnovni (45–52 wt% SiO 2) in ultrabazni (<45 wt% SiO 2) piroklastiki se redkeje uporabljajo kot pozolana. Al2O3 je prisoten v večjih količinah v večini pozolanov, Fe2O3 in MgO sta prisotna le v manjših razmerjih, kot je to značilno ali več kislih kamnin. Vsebnosti CaO in alkalij so po navadi skromne, vendar se lahko močno razlikujejo od pozolana do pozolana.
Mineraloško sestavo nespremenjenih piroklastičnih kamnin v glavnem določata prisotnost fenokristov in kemična sestava matične magme. Glavna sestavina je vulkansko steklo, običajno prisotno v količinah nad 50 wt%. Pozolana, ki vsebuje bistveno manj vulkanskega stekla, na primer trahjandezit iz Volvica (Francija) z le 25 wt% je manj reaktivna. Poleg vsebnosti stekla in njegove morfologije, povezane s specifično površino, očitno tudi okvare in stopnja naprezanja v steklu vplivajo na pozolansko aktivnost.
Tipični pridruženi minerali, ki so prisotni kot veliki fenokristali, so serija trdne raztopine plagioklaznega glinenca. V piroklastičnih kamninah, v katerih alkalije prevladujejo nad Ca, najdemo K-glinenec, kot sta sanidin ali albit Na-glinenec. Levcit (kalijev aluminijev tektosilikat) je prisoten v lacijskem pozolanu, bogatem s kremenom. Kvarc je po navadi v manjših količinah prisoten v kislem pozolanu, medtem ko se piroksen in / ali olivinski fenokristali pogosto nahajajo v bolj osnovnih materialih. Ksenokristalo ali fragmenti kamnin so vgrajeni med nasilnimi dogodki erupcije in se srečujejo se tudi ob dogodkih deponiranja. Zeolit, opali in minerali gline so pogosto prisotni v manjših količinah kot produkti sprememb vulkanskega stekla. Medtem ko je zeolitizacija ali tvorba opala na splošno koristna za delovanje puzolana, ima tvorba gline škodljive učinke na delovanje mešanic apna-puzolana ali mešanih cementov.

## Sodobna uporaba
Pozolana je na določenih lokacijah v izobilju in se pogosto uporablja kot dodatek k portlandskemu cementu v državah, kot so Italija, Nemčija, Kenija, Turčija, Kitajska in Grčija. V primerjavi z industrijskimi stranskimi proizvodi, so značilni večji obseg sestave in večja spremenljivost fizikalnih lastnosti. Uporaba pozolana v portlandskem cementu je v glavnem nadzorovana z lokalno razpoložljivostjo ustreznih nahajališč in konkurenco z dostopnimi dodatnimi industrijskimi cementnimi materiali. Deloma zaradi izčrpanosti slednjih virov in obsežnih zalog pozolana, deloma zaradi dokazanih tehničnih prednosti inteligentne uporabe pozolana, se pričakuje, da se bo njihova uporaba v prihodnosti močno razširila.

## Pozolanska reakcija
Main article: Pozzolanic reaction
Pozolanska reakcija je kemijska reakcija, ki se pojavi v portlandskem cementu, ki vsebuje pozolane. To je glavna reakcija v rimskem betonu, izumljenem v Antičnem Rimu. Na podlagi pozolanske reakcije stoji preprosta kislinsko-bazična reakcija med kalcijevim hidroksidom (kot Portlandit) in silicijevo kislino.